# Martin Buber

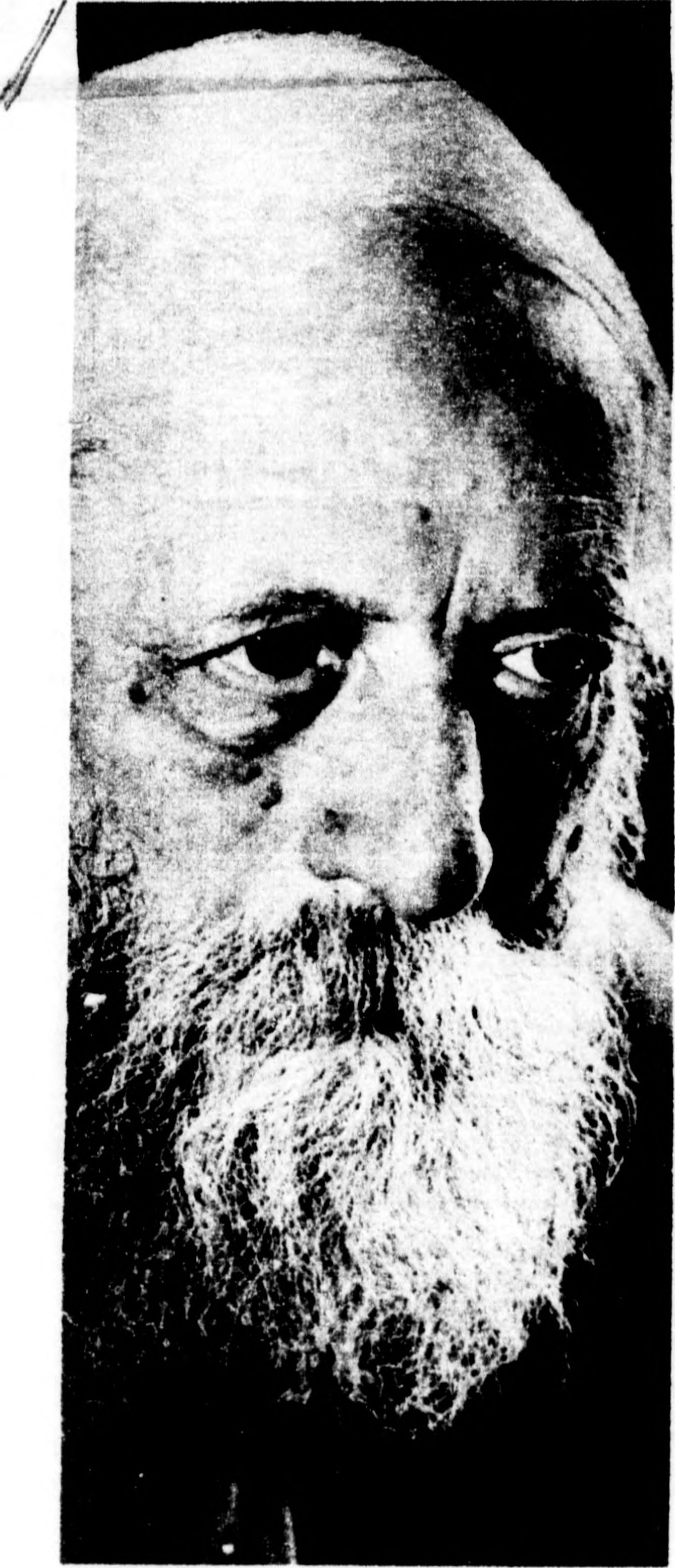
Imagem de Martin.￼Ajuda

Martin Mordechai Buber (hebraico: מרטין בובר; Viena, 8 de fevereiro de 1878 – Jerusalém, 13 de junho de 1965)  foi um filósofo, escritor e pedagogo, austríaco e naturalizado isralense, tendo nascido no seio de uma família judaica ortodoxa de tendência sionista. Buber era poliglota, em casa aprendeu ídiche e alemão; na escola judaica, estudou hebraico, francês e polonês/polaco.
Sua formação universitária deu-se em Viena.

## Biografia
Martin Mordechai Buber nasceu em 8 de fevereiro de 1878, em Viena.
Nascido em uma família de judeus observantes, uma crise pessoal leva-o a romper com os  costumes religiosos judaicos, para prosseguir os estudos seculares de filosofia. Começa a ler Immanuel Kant, Søren Kierkegaard e Friedrich Nietzsche, inspirando-se especialmente nos dois últimos. Em 1896, Buber vai estudar em Viena, dedicando-se a filosofia, história da arte, estudos germânicos e filologia.
Em 1898, ingressa no movimento sionista, participando de congressos e das atividades de organização do movimento. Em 1899, quando estudava em Zurique, Buber conhece sua futura esposa, Paula Winkler, uma escritora de Munich, sionista e não judia. Mais tarde, ela iria converter-se ao judaísmo.
Em 1902, torna-se editor do semanário Die Welt, órgão central do movimento sionista. Mais tarde, porém, abandonaria as atividades de organização do movimento.
Em 1923,  escreve seu famoso ensaio sobre a  existência, Ich und Du (Eu e Tu). Em 1925, inicia a tradução da Bíblia Hebraica para o  idioma alemão. Em 1930, torna-se Honorarprofessor (professor honorário) de Ética e Religião da Universidade de Frankfurt ,  demitindo-se logo depois da ascensão de Adolf Hitler ao poder, em 1933. Em 1935, é excluído da Reichsschrifttumskammer  ("Câmara de Cultura do Reich"). Em seguida,  Buber cria o Gabinete Central para  a Educação de Adultos Judeus, que se tornou muito importante quando o governo alemão proibiu os judeus de frequentarem o ensino público.  
Em 1938, Buber finalmente deixa a Alemanha e se estabelece em Jerusalém (à época,  Palestina mandatária), ingressando na Universidade Hebraica -  onde lecionaria  antropologia e  sociologia até 1951.  Nesse período torna-se muito próximo de alguns intelectuais sionistas, como o filósofo Felix Weltsch, o escritor Max Brod e políticos como Chaim Weizmann e Hugo Bergman,  pessoas que Buber conhecera ainda na Europa, nas cidade de Praga, Berlim e Viena.  Essa amizade permaneceria até a década de 1960.
Martin Buber morreu em 13 de junho de 1965, em Jerusalém.

## Filosofia
Em suas publicações filosóficas, deu ênfase à sua ideia de que não há existência sem comunicação e diálogo, e que os objetos não existem sem que haja uma interação com eles. As palavras-princípio, Eu-Tu (relação), Eu-Isso (experiência), demonstram as duas dimensões da filosofia do diálogo que, segundo Buber, dizem respeito à própria existência.

### Intersubjetividade
O homem nasce com a capacidade de interrelacionamento com seu semelhante, ou seja, a intersubjetividade. Intersubjetividade é a relação entre sujeito e sujeito e/ou sujeito e objeto. 
O relacionamento, segundo o filósofo Martin Buber, acontece entre o Eu e o Tu, e denomina-se relacionamento Eu-Tu. A interrelação segundo Martin Buber, envolve o diálogo, o encontro e a responsabilidade, entre dois sujeitos e/ou a relação que existe entre o sujeito e o objeto. Intersubjetividade é umas das áreas que envolve a vida do homem e, por isso, precisa ser refletida e analisada pela filosofia, em especial pela Antropologia Filosófica.

## Obra
- Eu e Tu (1923)
- Hundert chassidische Geschichten (Cem contos chassídicos, 1933)
- Moisés (1946)
- Entre homem e homem (1947)
- O Eclipse de Deus (1952)

### Obras em português
- Eu e Tu com Newton Aquiles von Zuben (São Paulo, SP: Centauro. 170 p. ISBN 8588208164 (broch.))
- Do diálogo e do dialógico (São Paulo, SP: Perspectiva, 1982. 171 p. (Coleção Debates; v. 158))
- Sobre comunidade. (São Paulo, SP: Perspectiva, 1987. 136 p. (Coleção Debates; v. 203))
- O caminho do homem: segundo o ensinamento chassídico (São Paulo, SP: É Realizações, 2006, 63 p.)
- Eclipse de Deus: consideração sobre a relação entre religião e filosofia. (Tradução de Carlos Almeida Pereira. Campinas, SP: Versus, 2007. 153 p. (Verus Sapientia). ISBN 9788576860150 (broch.))
- O socialismo utópico. (Tradução de Pola Civelli. 2. ed. São Paulo, SP: Perspectiva, 2007. 200 p. (Coleção Debates; v. 31))

### Outras fontes
- Un acercamiento al pensamiento educativo de Martín Buber, Revista Logos, Costa Rica
- Buber y Levinas: Una lectura colativa de sus antropologías, Revista Estudios, Costa Rica
- Un acercamiento a la concepción buberiana Eclipse de Dios. Revista Persona, Argentina